# Kensó

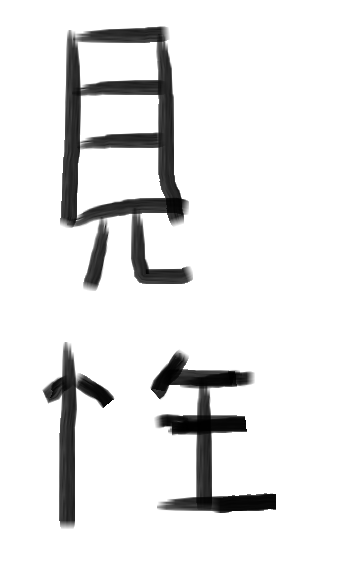
A kensó jele

A kensó (japánul:見性 | kenshō) a zen buddhizmus egyik alapvető és kulcsfontosságú fogalma, jelentése „a valódi természet, lényeg (shō) megpillantása (ken)”. A megvilágosodás vagy betekintés kezdeti, nem teljes buddhai-megvilágosodás pillanata. Általában ezt a betekintést mélyítő, mindennapi életben való alkalmazására irányuló gyakorlat követi. A kensó kifejezést gyakran felcserélik a  szatoru igéből származtatott szatorival , amelynek jelentése „megértés”.

## A kensó jelentése

### Enciklopédikus és szótári meghatározás
- Soothill (1934): „Megpillantani magunkban a buddhai természetet.”[4]
- Fischer-Schreiber (1991): „Az ébredés (megvilágosodás) tapasztalatára irányuló zen kifejezés.  Jelentéséből fakadóan, „megpillantani a valódi természetet”, a kensót gyakran  önmegértésnek fordítják. Mint minden szó, amely ezt a megragadhatatlan élményt egy fogalommá akarja redukálni, ez a meghatározás sem teljes mértékben hiteles, mivel hiányzik a „látó” és a „látott” kettőssége, hiszen a „valódi természet” nem pillantható meg egy különálló alany által.[5]
- Baroni (2002): "Megpillantani a valódi természetet nem más, mint megérinteni az egyén saját buddhai természetét.  A kensó rendszerint megvilágosodás élményét kifejező fogalom, sok esetben a szatorival  azonosítják. Rinzai iskolákban leggyakrabban kifejezetten kóan gyakorlása által elért megvilágosodási élményre vonatkozik."[6]
- Muller:  "Megpillantani az egyén eredeti, megvilágosodott elméjét."[7]

### Meghatározás a buddhista mesterek, tanítók  szerint
- D.T. Szuzuki:  "Bepillantás a valódi természetbe, vagy a szatori megnyitása. Az egyén élettel és világgal való kapcsolatában megjelenő új nézőpontokat a japán zen tanítványok gyakorta szatorinak nevezik."[8]
- Peter Harvey (1990): ”Egy boldog ráébredés, ahol a személy belső természete, eredeti tiszta elméje egy világban rejlő, dinamikus megvilágosodott üresség.”[9]
- Jiyu-Kennett: „Megpillantani a valódi természetet. A megvilágosodás élménye, szatori.”[10]
- Mjodo Ni Szatomi, a Hakuin Jaszutani diákja (1993): „Megpillantani az én-t, amely nem más, mint a valódi én, a buddha természet.

A kensó nem csupán egyetlen élmény, hanem ráébredések sorozatára utal, az elme valódi természetére vetett futó pillantástól , az üresség megtapasztalásán keresztül egészen a buddhai megvilágosodásig.

## Kensó élmények

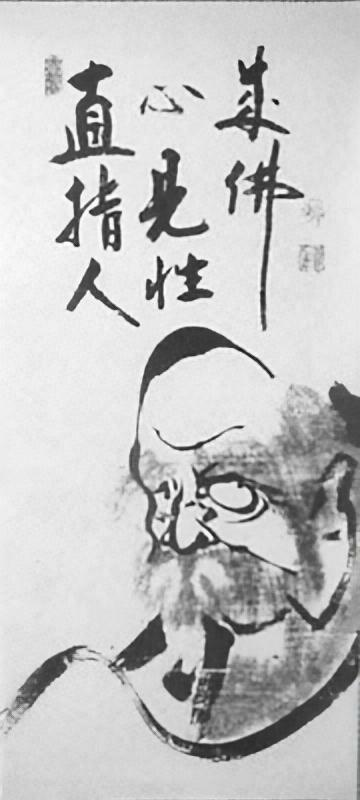
Hakuin Ekaku kalligráfiáját tartalmazó tekercs

A klasszikus zen szövegek, mint például a Kao-seng-csúan és más, mesterek szavait megörökítő listák több megvilágosodás élményt is lejegyeznek. Annak ellenére, hogy a zen hagyomány vonakodik a kensóról való nyílt beszédtől, léteznek saját személyes élményen alapuló lejegyzett beszámolók.
Hakuin így számol be 21 éves korában elért első kensójáról:
"Éjfél körül a hetedik, és egyben gyakorlatom utolsó napján, egy távoli templom harangjára lettem figyelmes, a testem és az elmém hirtelen teljesen elhalványult. Boldogságtól ittasan a tüdőm mélyéből üvöltöttem, az öreg Yen-t'ou él és virul! […] Ezt követően túlzottan arrogánssá és büszkévé váltam."
Sodzsú Rodzsin nem bólintott rá Hakuin kensójára, és még több kóan gyakorlásra utasította. Sodzsú Rodzsin elhagyása után, 41 éves korában sikerült elérnie élete második kensóját, a legvégső nagy megvilágosodást.
A kensó azonban mester segítsége nélkül is elérhető. Például Richard Clarke (1933) meggyőződése szerint sikerült 13 éves korában  elérnie a megvilágosodást. Dennis Genpo Merzel elmondása alapján sikerült 1971-ben megpillantani önmaga valódi természetét.

## Gyakorlás és kensó
A kensóhoz hosszú éveken, évtizedeken át tartó hosszas gyakorlás vezet. Victor Hori szerint azonban a kensó akár hat hónap alatt elérhető. A szótó az eseményeket hagyva, hogy maguktól történjenek, fokozatos közelít az élményhez. Ezzel szemben a rinzai kóan technikákat alkalmazva tisztítja meg az elmét a szokásszerű működéstől. Intenzív zazen gyakorlása alatt különféle hallucinációk és pszichológia zavarok léphetnek fel, ezek makjóként ismertek. Ezen káprázatok és látomások különválasztása a valódi megvilágosodástól, a mester elsődleges feladata, hiszen a tanítványok tévesen azt hihetik, sikerült elérniük a kívánt élményt.

## Kensó utáni gyakorlat
A zen buddhista gyakorlat nem ér véget a kensóval. A gyakorlás folytatódik a bepillantás elmélyítése és mindennapi életben való felhasználási módjának meglelése érdekében. Hakuin szerint a poszt-szatori gyakorlat célja a megvilágosodott elme művelése, valamint mások Dharma tanokkal való megajándékozása.  Jamada Koun szerint „nincs kensó, ha nem tudsz olyan emberrel együtt könnyezni, aki sír.” Az egyénnek tisztulási folyamaton kell átmennie a folyamatos gyakorlás révén. Az élményt szükségszerűen buddhista tanítások tanulásával és gyakorlásával kell kiegészíteni, máskülönben az egyén egy „zen tenma”, vagyis „Zen ördög” marad. Végül ezek az erőfeszítések természetes, könnyed, legvégső szabadságban fognak virágozni. A betekintés elmélyítéséhez elengedhetetlenül fontos a sikantaza és a kóan tanulmányozása.

## Hirtelen betekintés
A kensó leírások alapján valakivel való beszélgetés során, hang hallatán vagy egy jelentősebb gondolat olvasása során hirtelen következik be. A hirtelen betekintés gondolata erősen vitatott a zen történetében, a 8. században a Hagyományos Zen Narratíva részévé vált. Chinul, egy 12. században élt Seon mester kihangsúlyozta a valódi természet megpillantásának hirtelen voltát, azonban szerinte is elengedhetetlen az élmény utáni gyakorlás, a bepillantás feldolgozás, érlelése és a buddhai természet elérése érdekében. Jiyu-Kennett, egy jelenkori nyugati tanító figyelmeztetett, hogy a kensó elérése nem vonja maga után az ember erkölcstől, a karmai törvényeitől való megszabadulást. Ez a figyelmeztetés a Hjakudzsó és a róka című kóan történetben jelenik meg.

## Fordítás
Ez a szócikk részben vagy egészben  a   Kenshō című angol Wikipédia-szócikk ezen változatának fordításán alapul.  Az eredeti cikk szerkesztőit annak laptörténete sorolja fel. Ez a jelzés csupán a megfogalmazás eredetét és a szerzői jogokat jelzi, nem szolgál a cikkben szereplő információk forrásmegjelöléseként.